# Die Alte im Wald

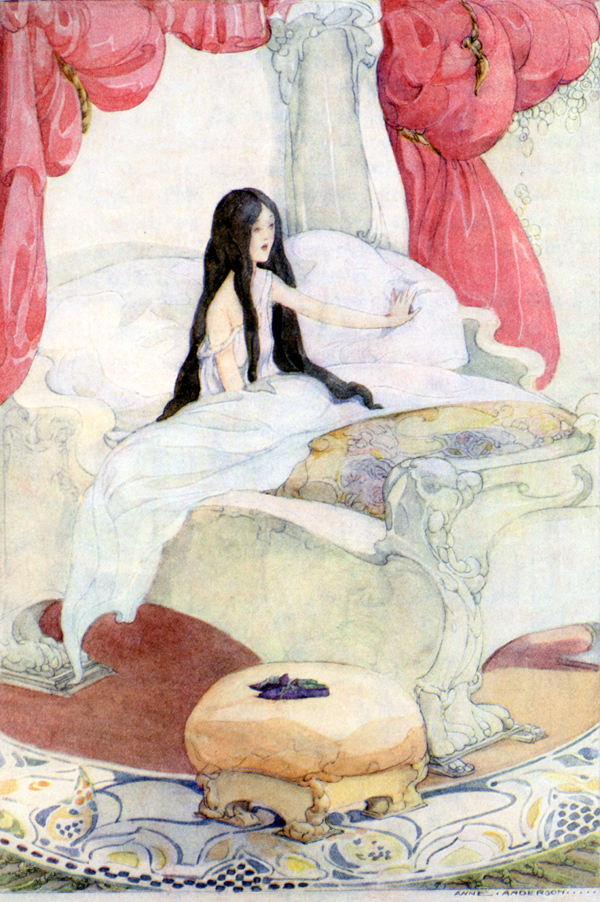
Das Baumbett. Illustration von Anne Anderson, 1922

Die Alte im Wald ist ein Märchen (ATU 442). Es steht in den Kinder- und Hausmärchen der Brüder Grimm an Stelle 123 (KHM 123).

## Inhalt

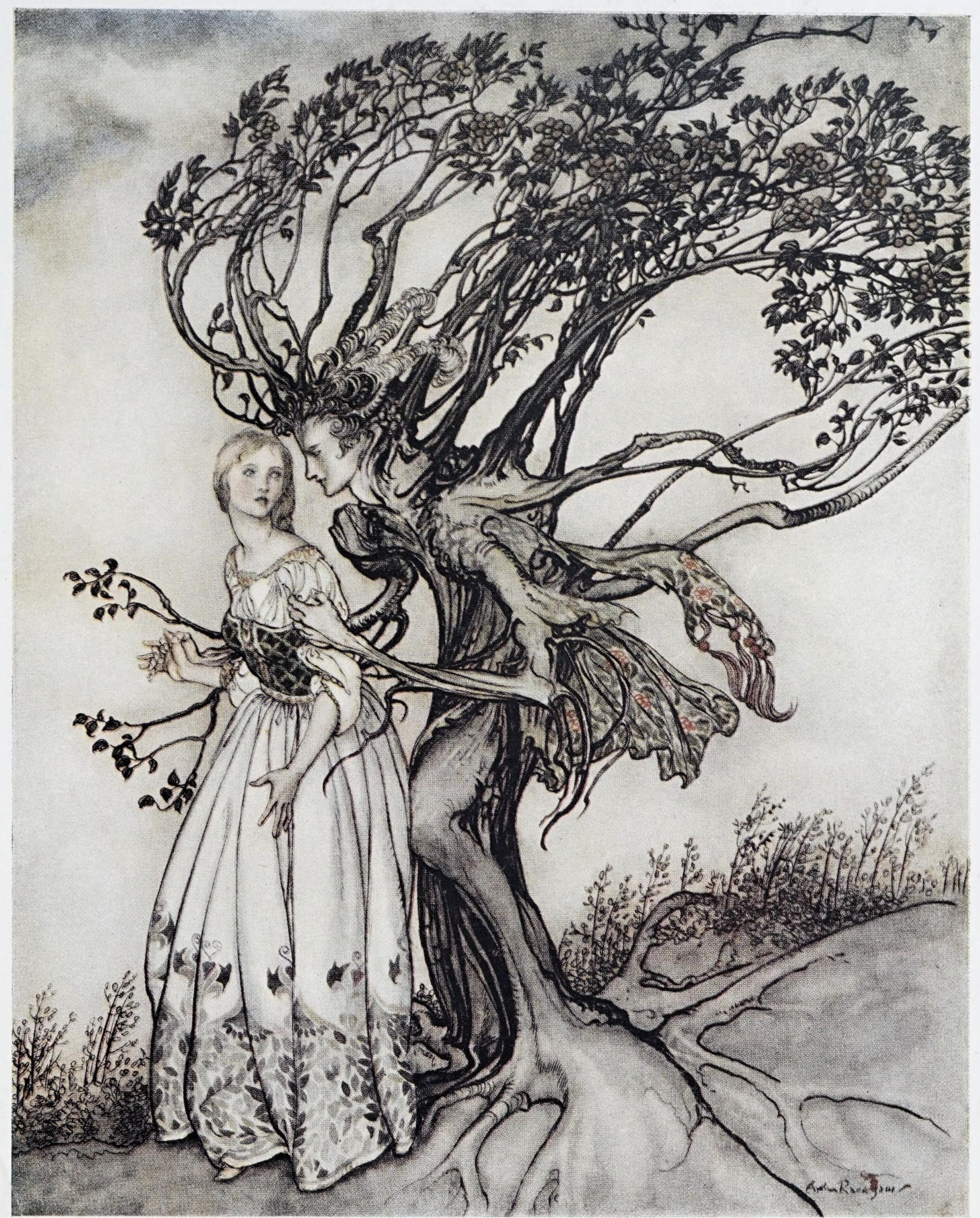
Illustration von Arthur Rackham, 1917

Ein armes Dienstmädchen überlebt als einziges einen Überfall bei einer Fahrt durch den Wald. Es weiß sich alleine nicht zu helfen. Da kommt ein weißes Täubchen und bringt ihm kleine goldene Schlüssel, um damit Bäume aufzuschließen, so dass es alles findet, was es braucht, wenn es essen, schlafen oder sich kleiden will. Schließlich bittet das Täubchen das Mädchen, in eine Hütte zu gehen, und ohne die alte Frau dort zu beachten einen schlichten Ring unter vielen prächtigen herauszusuchen und zu ihm zu bringen. Das Mädchen folgt dieser Aufforderung und findet den Ring im Schnabel eines Vogels im Käfig, den die Alte herauszutragen versucht. Als es draußen auf das Täubchen wartet, nimmt es der Königssohn in die Arme, der von der alten Hexe in einen Baum verwandelt war, und sie heiraten und werden glücklich.

## Herkunft

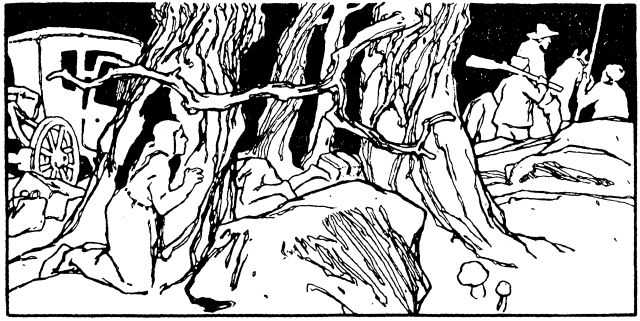
Illustration von Otto Ubbelohde, 1909

Grimms Anmerkung notiert „aus dem Paderbörnischen“, vergleicht Jorinde und Joringel, die Hexe in Hänsel und Gretel, Circe und ein Lied von „Dürner (M. S. 2, 209a)“ mit einem sich belebenden Baum. Sie hörten das Märchen zwischen dem 23. und dem 26. Juli 1813 von Familie von Haxthausen in Bökendorf. Es ähnelt sehr Jorinde und Joringel, das Märchenforscher Hans-Jörg Uther als direkte Vorlage vermutet. In der Volksüberlieferung fand sich die Motivkombination kaum, obwohl ein eigener Märchentyp AaTh 442 eingerichtet wurde. Lutz Mackensen vermutete 1933 noch einen international verbreiteten Märchentyp mit Circe-Motiv in sonst germanoskandinavischer Motivkombination.
Ähnliche Märchen: KHM 3 Marienkind, KHM 21 Aschenputtel, KHM 47 Vom Machandelbaum, KHM 65 Allerleirauh, KHM 69 Jorinde und Joringel, KHM 88 Das singende springende Löweneckerchen, KHM 93 Die Rabe, KHM 127 Der Eisenofen, KHM 169 Das Waldhaus. Ludwig Tiecks Der blonde Eckbert.

## Interpretation
Walter Scherf glaubt, dass das Mädchen den Geliebten aus einer dämonischen Sohn-Mutter-Bindung lösen muss, und vergleicht Cistl im Körbl in Zingerles Kinder- und Hausmärchen aus Tirol. Der Vogel ist ein Bild der Seele oder des Heiligen Geistes. Man darf auch bedenken, unter welch missbräuchlichen Verhältnissen Dienstmädchen wirklich lebten.
Hedwig von Beit deutet tiefenpsychologisch Baum und Taube als Aufspaltung des Prinzen in eine vegetierende und eine vergeistigte Hälfte infolge der Vorherrschaft der verschlingenden Mutter. Er kann nur befreit werden, indem das wahre Selbst (der schlichte Ring) auf eine Frau übertragen und so Gegensatz und Vereinigung zwischen Animus und Anima auf menschliche Ebene gehoben werden.
Ulla Wittmann denkt an Märchen vom Tiergatten (Die Schöne und das Biest, KHM 88, 127), dem unbewussten Partner (Animus). Der Ring überwindet die Spaltung zwischen bewusst und unbewusst durch Transzendenz und Ganzheit. Es muss dem Unbewussten, hier einsame Alte, schweigend-meditativ entzogen werden.

## Zeichentrickserie
- Gurimu Meisaku Gekijō, japanische Zeichentrickserie 1987, Folge 30: Die alte Frau im Wald.

### Primärliteratur
- Grimm, Brüder: Kinder- und Hausmärchen. Vollständige Ausgabe. Mit 184 Illustrationen zeitgenössischer Künstler und einem Nachwort von Heinz Rölleke. S. 586–588. Düsseldorf und Zürich, 19. Auflage 1999. (Artemis & Winkler Verlag; Patmos Verlag; ISBN 3-538-06943-3)
- Grimm, Brüder: Kinder- und Hausmärchen. Ausgabe letzter Hand mit den Originalanmerkungen der Brüder Grimm. Mit einem Anhang sämtlicher, nicht in allen Auflagen veröffentlichter Märchen und Herkunftsnachweisen herausgegeben von Heinz Rölleke. Band 3: Originalanmerkungen, Herkunftsnachweise, Nachwort. Durchgesehene und bibliographisch ergänzte Ausgabe, Stuttgart 1994. S. 217, S. 492. (Reclam-Verlag; ISBN 3-15-003193-1)

### Nachschlagewerke
- Uther, Hans-Jörg: Handbuch zu den Kinder- und Hausmärchen der Brüder Grimm. Berlin 2008. S. 271–272. (de Gruyter; ISBN 978-3-11-019441-8)
- Scherf, Walter: Das Märchenlexikon. Erster Band A–K. S. 18–20. München, 1995. (Verlag C. H. Beck; ISBN 3-406-39911-8)

### Tiefenpsychologische Deutungen
- Von Beit, Hedwig: Gegensatz und Erneuerung im Märchen. Zweiter Band von «Symbolik des Märchens». Zweite, verbesserte Auflage, Bern 1965. S. 102–103.
- Wittmann, Ulla: Ich Narr vergaß die Zauberdinge. Märchen als Lebenshilfe für Erwachsene. Interlaken 1985. S. 143–147. (Ansata-Verlag; ISBN 3-7157-0075-0)